# Assistenza sessuale
L'assistenza sessuale è il sostegno alle persone con diversità funzionale per consentire loro di accedere sessualmente al proprio corpo.

## Controversie
Mentre per i sostenitori dell'assistenza sessuale questa pratica, tra cui l'organizzazione per i diritti umani Amnesty International, consente alle persone con disabilità di esercitare i loro diritti sessuali, allo stesso modo in cui altre forme di assistenza consentono loro di vivere in modo autonomo, altre posizioni considerano che sia una forma di prostituzione che, come tutte le altre, è sfruttamento e dovrebbe essere abolita.
I favorevoli criticano l'abolizionismo come una posizione fortemente ideologizzata, che non riconosce l'autodeterminazione dei sex workers, ritenendo l'attività sessuale un bene non disponibile o che vi sia comunque una forma sociale di costrizione, né accetta l'esistenza di un diritto alla sessualità.
Il dibattito è aperto anche nelle associazioni di persone con disabilità. Alcuni pensano che l'assistenza sessuale debba essere garantita dal sistema sanitario, poiché la sessualità è inserita nei bisogni primari nella piramide di Maslow, altri che non sia necessario poiché esiste già la prostituzione in situazione protetta e non "di strada" (cosiddette escort) o i sex toys per i bisogni sessuali, e i massaggiatori o massaggiatrici per il bisogno di contatto fisico; ma d'altronde l'assistente sessuale sarebbe preparato appositamente per aiutare i particolari bisogni sessuali e non dei disabili, cosa per cui un normale sex worker o massaggiatrice non è. Inoltre di solito l'assistente sessuale non fornisce rapporti sessuali veri e propri; in ogni caso i rapporti completi e le pratiche a rischio sono escluse.